# Actinopus fractus
Actinopus fractus är en spindelart som beskrevs av Cândido Firmino de Mello-Leitão 1920. 
Actinopus fractus ingår i släktet Actinopus och familjen Actinopodidae. Inga underarter finns listade i Catalogue of Life.